# 荷馬鎮區 (密蘇里州貝茨縣)
荷马鎮區（英語：Homer Township）是位於美國密蘇里州貝茨縣的一個行政鎮區。

## 地方資料
荷马鎮區的面積為89.90平方千米，當中陸地面積為89.16平方千米，而水域面積為0.74平方千米。根據2020年美國人口普查的數據，當地共有人口215人，而人口密度為每平方千米2.39人。